# ويليام برنس (سياسي)
ويليام برنس (بالإنجليزية: William Prince)‏ هو قاضي ومحامي وسياسي أمريكي، ولد في 1772، وتوفي في 8 سبتمبر 1824. انتخب عضو مجلس ولاية إنديانا وانتخب عضو مجلس نواب إنديانا وانتخب عضو مجلس النواب الأمريكي.